# Kontrollanten
Kontrollanten är namnet på en novell, skriven av Per Olof Sundman. Novellen publicerades år 1955 i Bonniers Litterära Magasin. Berättelsen är en längre novell och består av 18 sidor text.

## Bakgrund
Sundman var verksam i Jämtland som kommunalpolitiker (1949-1963). Den jämtländska miljön påverkade författarens litterära verk och utgjorde ofta miljön i hans romaner och noveller, exempelvis Jägarna (1957).
Sundman använder ofta  berättartekniska knep i sina litterära verk. Ett av dessa knep är att man inte kan veta vad andra människor känner inombords. Berättandet i de litterära verken är baserat på det yttre händelseförloppet och grundar sig i författarens berättartekniska knep.

## Handling
Novellen är en skildring av ett självmordsfall. Den handlar om kontrollanten, som bor tillsammans med novellens jag-berättare, och baseras på en konversation mellan dem. I samtalet berättar kontrollanten hur han granskade ett självmord, dock är samtalet återberättat ur berättarens perspektiv.

Novellen inleds med 6 meningar som sammanfattar novellen: 
En man dränker sig.
Det är något egendomligt med hans händer.
En bild av en flicka.
En järnhandlare och bäckarna blir sedan flera och flera men samtidigt mera anspråkslösa och lättare gömda.
Hans fötter.
Och flickan har inte längre klänningen kvar.
Därefter berättas det hur en av tjänstemännen vid ett kraftverksbygge, dränkte sig. Kontrollanten påbörjar en självdriven granskning av självmordsfallet, ur eget intresse, för att kunna få svar på varför tjänstemannen begått självmord. Därför försöker han hitta personer som har haft en nära relation till honom i hopp om att de har information.
Kontrollanten får reda på att tjänstemannen hade problem med sina händer under sin barndom vilket tros vara anledningen till självmordet. Sedan visar det sig att tjänstemannen i sitt förra yrke, hade fifflat med pengarna och blivit påkommen vilket påverkade honom ekonomiskt. 
Utan några anhöriga eller en tydlig förklaring till varför självmordet begicks kan inte kontrollanten göra några framsteg och avslutar på grund av detta granskningen. Sedan avslutas novellen då kontrollanten inte kommer ihåg vad som hände efteråt.

## Karaktärer
Av alla karaktärer är det endast tjänstemannen som begått självmord som beskrivs. Han var ung och organiserad men inbunden. Tjänstemannens händer blir också beskrivna då han hade stora ärr längs med fingrarna.
Alla karaktärer saknar namn och benämns utifrån deras arbetsuppgifter, som exempelvis kontrollant, landsfiskal och fjärdingsman. Berättaren beskriver inte övriga karaktärer och lämnar det för en öppen tolkning.

## Placering i tid
När Kontrollanten skrevs var den tänkt att utspela sig i dåtid. Att novellen är 60 år gammal kan tydligt ses genom:
- Yrket landsfiskal avskaffades år 1965.[4]
- Yrket kamrer förekommer otaligt många gånger i novellen som exempelvis byggnadskamrer. Idag är titeln kamrer väldigt ovanlig och förekommer främst i bank- och försäkringssektorn.[5]
- År 1954 ersattes benämningen fjärdingsman med titeln poliskonstapel.[6]